# João Dornelas
João Dornelas é um roteirista, fotógrafo e diretor de documentários e comerciais para a TV
Com o documentário Água Benta, Fé Ardente; Água Ardente, Fé Benta, ganhou o Prêmio Especial do Júri no Festival do Rio de 1999.
Entre os comerciais famosos que dirigiu, está um da Bradesco Seguros, com o cantor Biafra.

## Filmografia
- 2005 - O Dia em que o Brasil Esteve Aqui - co-diretor e cinegrafista[3]
- 2005 - Blacaman, o vendedor de milagres - co-diretor[4]